# 1655 год в литературе

## События

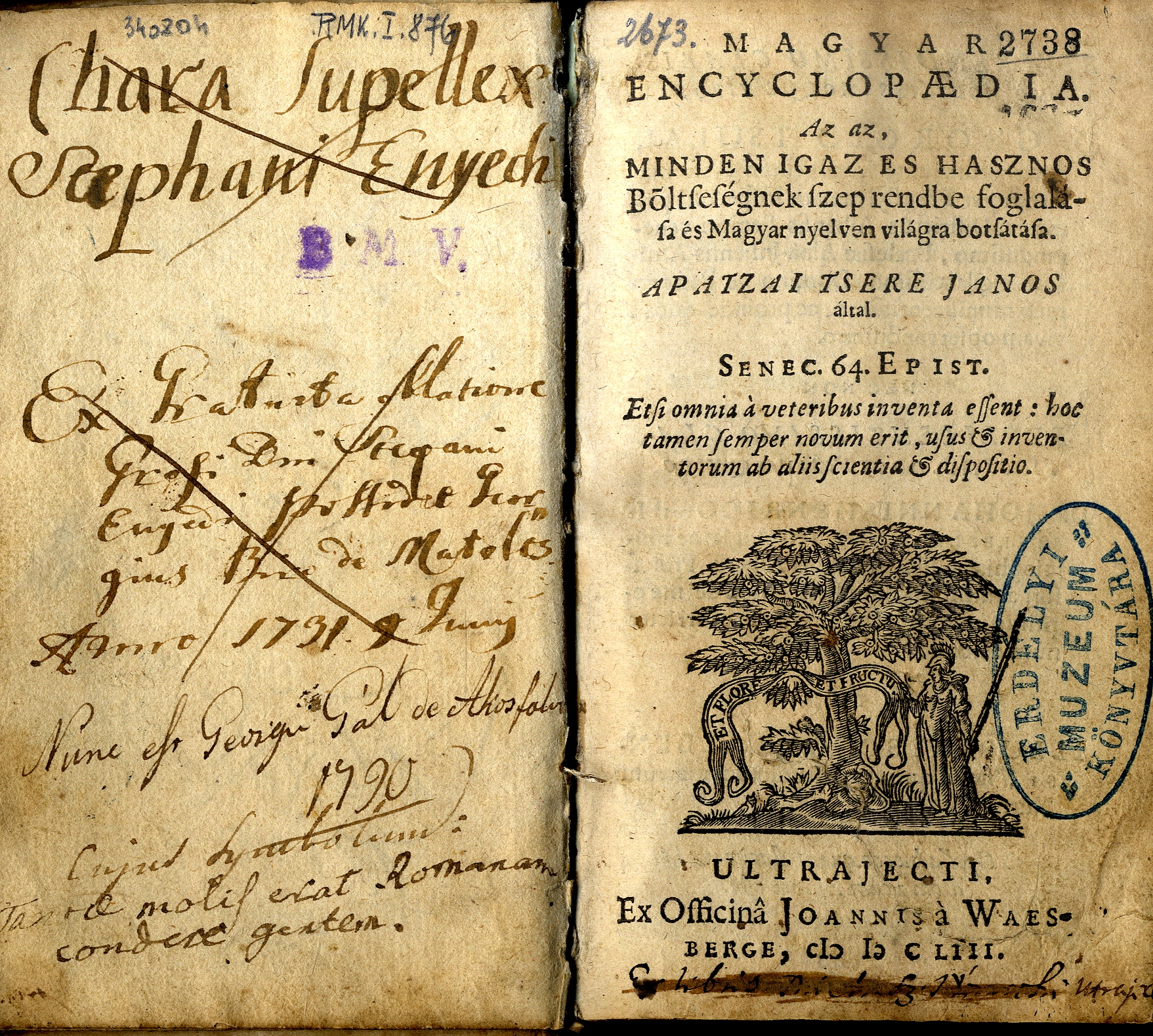
Форзац-страница первой энциклопедии на венгерском языке (Magyar encyclopaedia)

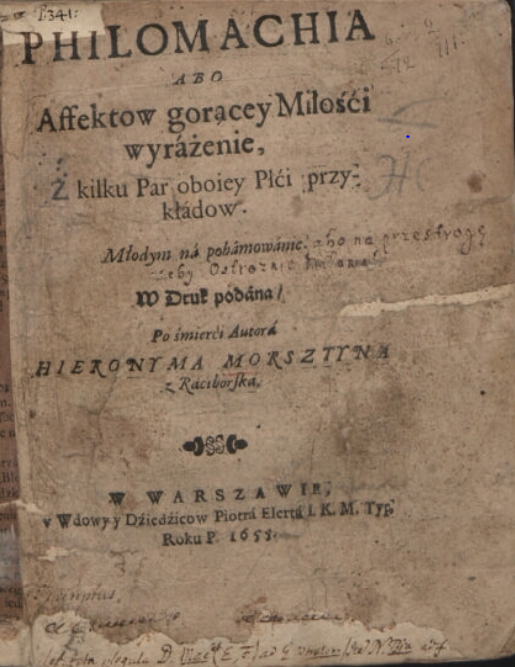
Первая страница книги Иеронима Морштына «Philomachia abo affektow gorącey miłości wyrażenie : z kilku par oboiey płci przykładow młodym na pohamowanie». 1655 г.

- Май — октябрь — священник англиканской церкви, писатель Джереми Тейлор заключён в тюрьму в замке Чепстоу за предисловие к своему сочинению «Золотая роща; или Руководство ежедневных молитв и летаний» («Golden Grove; or a Manuall of daily prayers and letanies…»)
- 10 августа — Григорий (Неронов), архимандрит Переславского Данилова монастыря, противник реформ патриарха Никона, автор писем к царю Алексею Михайловичу, друг протопопа Аввакума, сосланный в Новоспасский монастырь, бежал из заточения в монастыре и уплыл на Соловки.
- Издан I том труда «Истории философии, содержащей жизнеописания, мнения и рассуждения философов всех сект» Томаса Стэнли.
- Вышло второе издание «Искусный Рыболов, или Досуг Созерцателя» Исаака Уолтона.
- Янош Апацаи Чере издал первую энциклопедию на венгерском языке (Magyar encyclopaedia, 1653—1655)

## Книги и пьесы
- «Golden Grove; or a Manuall of daily prayers and letanies…» Джереми Тейлора
- «Unum Necessarium» Джереми Тейлора
- Комедия в пяти актах в стихах Мольера «Шалый, или Всё невпопад»
- «О теле» Томаса Гоббса
- Франциск Юний издал «Рукопись Юния».
- «Eugenius Theodidactus, the Prophetical Trumpeter…» Джона Хейдона.
- Пасторальный роман Самуила Твардовского «Прекрасная Пасквалина».
- «Мир Олио» Маргарет Кавендиш.
- «Le gardien de soi-même» Поля Скаррона.

## Родились
- 13 января — Бернар де Монфокон, французский историк, автор исторических трудов (ум. 1741)
- 7 февраля — Жан Франсуа Реньяр, французский поэт, писатель, драматург, писатель-путешественник (ум. 1709)
- 14 февраля — Арделио Делла Белла, итало-хорватский духовный писатель (ум. 1737)
- 28 февраля — Иоганн Беер, австро-саксонский писатель (ум. 1700)
- 1 мая — Христиан Томазий, немецкий философ, автор многих трудов (ум. 1728)
- 1 июня — Ян Аст, нижнелужицкий писатель, переводчик и собиратель нижнелужицкого песенного фольклора (ум. 1733)
- 12 сентября — Себастьян де Броссар, один из основателей Национальной библиотеки Франции (ум. 1730).
- 25 ноября — Рене Обер де Верто, французский историк, автор исторических трудов (ум. 1735)
- 20 декабря — Генрих Вильгельм Лудольф, немецкий автор первой грамматики русского языка (1696) на латинском языке (ум. 1712).

## Без точной даты
- Иоганн Беер, австрийский писатель и композитор (ум. 1700)
- Георг фон Веллинг, немецкий писатель (ум. 1725)
- Луи Лежандр, французский историк, автор исторических трудов (ум. 1733)
- Мир Мухаммед Амин-и Бухари, историк эпохи Бухарского ханства, автор «Убайдулла-наме» (ум. 1712)
- Мустафа Наима, османский историк, который написал хронику, известную как Ta’rīkh-i Na'īmā (Тарих-и Наима).
- Иван Филиппович Филиппов, русский писатель и историк старообрядчества (ум. 1744).
- Щепан Щанецкий, польский иезуит, автор панегириков (ум. 1736).

## Умерли
- 20 января — Николай Камюза, французский историк, автор исторических трудов (род. 1575).
- 25 февраля — Даниэл Хейнсий, нидерландский филолог, издатель, поэт и драматург (род. 1580).
- 25 мая — Пауль Эйнхорн, балто-немецкий историк, автор одной из первых книг по истории Латвии, латышской мифологии и языка — «Historia Lettica».
- 24 июля — Фридрих фон Логау, немецкий поэт (род. 1604).
- 28 июля — Савиньен Сирано де Бержерак, французский прозаик и драматург, мыслитель-вольнодумец (род. 1619)
- 7 сентября — Тристан Лермит, французский придворный поэт, драматург и романист (род. 1601).
- 6 декабря — Кшиштоф Опалинский, польский поэт (род. 1611).
- 31 декабря — Иоганн де Родес, автор сочинений о России XVII века.

## Без точной даты
- Месихи, азербайджанский поэт (род. 1580).
- Йосеф Дельмедиго, еврейский раввин и писатель (род. 1591).
- Лазар Ривьер, французский врач и литератор (род. 1589).